# Eirenis coronelloides
Espèce
Synonymes
- Homalosoma coronelloides Jan, 1862

Statut de conservation UICN

 LC  : Préoccupation mineure
Eirenis coronelloides est une espèce de serpents de la famille des Colubridae.

## Répartition
Cette espèce se rencontre en Égypte et en Israël.

## Description
Eirenis coronelloides mesure jusqu'à 25 cm.

## Publication originale
- Jan, 1862 : Enumerazione sistematico delle specie d'ofidi del gruppo Calamaridae. Archivio per la zoologia, l'anatomia e la fisiologia, vol. 2, p. 213-330 (texte intégral).